# Roméo lapin
Pour plus de détails, voir Fiche technique et Distribution.
Roméo lapin (titre original : Rabbit Romeo) est un court métrage d'animation américain de la série Merrie Melodies mettant en scène Bugs Bunny et Elmer Fudd, réalisé par Robert McKimson, sorti en 1957.

## Fiche technique
- Dates de sortie :
  -  États-Unis :  14 décembre 1957